# (32002) Gorokhovsky
2000 HK51 (asteroide 32002) é um asteroide da cintura principal. Possui uma excentricidade de 0.18565540 e uma inclinação de 2.17996º.
Este asteroide foi descoberto no dia 29 de abril de 2000 por LINEAR em Socorro.